# Lumkuia
Lumkuia es un género de cinodonto extinto perteneciente al clado Probainognathia. Es el miembro más primitivo y basal del clado; y sus fósiles, proveniente de principios del Triásico Medio, se hallaron en la meseta de Karoo en Sudáfrica. Lumkuia no es tan común como otros cindontes hallado en el mismo sitio, por ejemplo Diademodon y Trirachodon. Antes del hallazgo de este género se conocían probainognátidos primitivos encontrados en América del Sur provenientes de mediados y finales del Triásico. El género fue ubicado en su propia familia, Lumkuiidae. 
Los postcaninos son similares a los chiniquodóntidos, pero el paladar secundario es bastante corto comparado con estos y carece de angulación del margen craneal ventral de los chiniquodóntidos. Lumkuia puede ser considerado un miembro más avanzado que otros cinodontes avanzados como Cynognathus, con las coronas y los ápices dentales curvados hacia adentro. El género fue establecido en 2001 basado en el holotipo BP/1/2669, el cual puede hallarse en el Bernard Price Institute de Johannesburgo, Sudáfrica.